# Elsa Dorlin
Elsa Dorlin (isla de Francia, 1974) es una filósofa feminista francesa, profesora universitaria e investigadora; sus estudios se centran en las intersecciones entre el género, la raza y los sistemas de dominación.

## Biografía
En 2004, Elsa Dorlin escribió la tesis de filosofía Au chevet de la Nation: sexe, race et médecine : XVIIe-XVIIe siècles en la Universidad París-Sorbona. Desde 2005 hasta 2011, fue profesora de Historia de la filosofía e Historia de la ciencia en la Universidad París 1 Panteón-Sorbona de Filosofía. Desde 2011 es profesora de Filosofía política y social en la Universidad París 8. Y desde el año 2014, miembro del Centro de Estudios Feministas y de Género en el mismo centro.
En La matrice de la race. Généalogie sexuelle et coloniale de la Nation française (La matriz de la raza: la genealogía sexual y colonial de la nación francesa) publicada en 2006, Elsa Dorlin está interesada en el desarrollo del discurso sobre género en los siglos XVII y XVIII. Para ello, estudió 100 tratados médicos de entre 1559 y 1829. En el siglo XVII, la medicina clasifica el cuerpo: lo sano y lo insalubre. El cuerpo de la mujer es considerado patógeno, por lo tanto, poco saludable. El embarazo se percibe como una enfermedad mortal. Esta categorización basada en las características fisiológicas y fisonómicas de los cuerpos de las mujeres sirve para justificar y legitimar las desigualdades entre mujeres y hombres. En el siglo XVIII, este discurso cambia. Evoluciona con el surgimiento del concepto de raza y la idea de nación. El cuerpo de los negros se vuelve patógeno. El de la mujer blanca, madre de los hijos de una nación fuerte, se vuelve saludable y vigorosa, a diferencia de la prostituta o la esclava africana. Elsa Dorlin muestra que la categorización sexual femenina / masculina y saludable / insalubre ha participado en la priorización de grupos humanos. Su trabajo está en línea con el trabajo feminista de Paola Tabet sobre la maternidad y Colette Guillaumin sobre la categorización del sexo, de la raza y del feminismo negro.
En Sexe et genre, et sexualtiés. Introduction aux philosophies féminines (Sexo, género y sexualidad: una introducción a la teoría feminista) publicada en 2008, Elsa Dorlin retoma 40 años de teorías feministas y sintetiza conceptos, tanto cercanos como, a menudo, confundidos, que las filósofas feministas, principalmente anglosajonas, han definido y articulado como sexo, género y sexualidad. Desde la deconstrucción de las normas que definen el sexo biológico, el género (como una construcción social de la feminidad y la masculinidad) y la sexualidad (como la prima de la heterosexualidad), Elsa Dorlin analiza las relaciones de poder y de dominación.
En Autodefensa. Una filosofía de la violencia, publicada en 2019, Elsa Dorlin sugiere una genealogía de autodefensa, violencia considerada como perteneciente a minorías ilegítimas que siempre han luchado por hacer que sus voces se escuchen o incluso que les sirva para poder seguir vivas: violencia ilegítima de las personas oprimidas opuesta a la violencia reservada a una minoría dominante.

## Obras
- La matrice de la race: généalogie sexuelle et coloniale de la nation française, Paris.
- L'évidence de l’égalité des sexes: une philosophie oubliée, Paris.[9]
- Black feminism. Anthologie du féminisme africain-américain, 1975-2000, Paris.
- Sexe et genre, et sexualtiés. Introduction aux philosophies féminines (Sexo, género y sexualidades: introducción a la teoría feminista) (PUF, 2008).[10]
- Autodefensa. Una filosofía de la violencia. 2019.[11][12]

## Participación en obras colectivas
- Con Isabelle Clair (dir.), Eleni Varikas : pour une théorie féministe du politique, Paris, Éditions Ixe, 272 páginas. Introduction générale La République vue par une étrangère : http://editions-ixe.fr/sites/default/files/livres/fch/elenivarikas_introduction_0.pdf (enlace roto disponible en Internet Archive; véase el historial, la primera versión y la última).
- Con Eva Rodríguez (dir.), Penser avec Donna Haraway, Paris, PUF, coll. « Actuel Marx/Confrontations », 2012, 248 páginas.[13]
- Con Éric Fassin (dir.), Reproduire le genre, Paris, BPI, 2010, 192 p.
- Sexe, race, classe : pour une épistémologie de la domination, Paris, PUF, coll. « Actuel Marx/Confrontations », 2009.[14]
- Con Éric Fassin (dir.), Genres et sexualités, Paris, BPI, 2009, 235 p.
- Black Feminism, recueil de textes, Paris, L’Harmattan, coll. « Bibliothèque du féminisme », 2007.
- Con Hélène Rouch et Dominique Fougeyrollas (dir.), Le corps, entre sexe et genre, Paris, L’Harmattan, coll. « Bibliothèque du féminisme », 2005, 168 p.

## Premios
- 2009 Medalla de bronce del Centro Nacional para la Investigación Científica (CNRS) por su trabajo en filosofía y epistemología de género y feminista.[15]
- 2018 Premio Frantz Fanon por Autodefensa.[7]
- 2019 Premio Escritos sociales.[7]